# Daley Thompson
Francis Morgan Oyodélé Thompson (Londres, 30 de juliol de 1958), més conegut com a Daley Thompson, fou un decatleta campió olímpic i mundial, a més de rècord del món de la prova.

## Biografia
Fill de pare nigerià i mare escocesa, Daley Thompson va créixer a la ciuatat de Londres. Començà practicant el futbol i les curses de velocitat, però es passà al decatló, on es convertiria en un dels més destacats de tots els temps. Les seves marques, juntament amb el seu caràcter bromista i de vegades polèmic, el van convertir en un personatge molt popular i van revitalitzar la prova del decatló per al gran públic. El 1983 Thompson fou nomenat Oficial de l'Orde de l'Imperi Britànic i ascendit a Comandant l'any 2000.

### Carrera esportiva
Debutà en els Jocs Olímpics en Montreal 1976. Encara que era molt jove, va acabar en la divuitena posició. El 1978 va començar a destacar internacionalment en proclamar-se campió de la Commonwealth i segon d'Europa.
Va arribar als Jocs Olímpics de Moscou 1980 després d'un any lesionat. Malgrat que el boicot va restar competitivitat a la prova, Thompson tenia ja el rècord del món aconseguit aquell mateix any. La victòria olímpica, juntament amb les del campionats del món (en la seva primera edició), d'Europa i la Commonwealth el van convertir en un decatleta pràcticament imbatible. No obstant això, Jürgen Hingsen va superar el seu rècord del món el 1983.
Els dos decatletes europeus van disputar una competició molt disputada a Los Angeles. Després de set proves molt disputades, Thompson es va assegurar la medalla d'or amb el salt amb perxa i el llançament de javelina. Amb els 1.500 m per disputar, el britànic necessitava córrer per sota de 4:34.98. Quan semblava que ho podia aconseguir, va quedar-se a tan sols dues centèsimes de segon, pel que es va quedar a un punt del rècord. Però una revisió de la foto-finish del 100 m tanques va rebaixar el seu temps a 13.33, el que li donava el punt necessari per a igualar la marca de Jürgen Hingsen. Dos anys després, les puntuacions del decatló foren canviades, el que li donà una estratosfèrica marca de 8.847 punts. Aquest rècord mundial va durar vuit anys, fins que Dan O'Brien el superà en 1992, i l'olímpic vint, fins a la marca de Roman Šebrle en Atenes.
Al Campionat Mundial de Roma 1987 Thompson va quedar en una decebedora novena posició. Fins llavors portava dotze victòries consecutives, des de 1979. Després d'una lesió, va participar a Seül el 1988. Va quedar en quarta posició, però ja mai més no va apropar-se al seu nivell anterior, fins a la seva retirada el 1992.